# Armand Isnard
Pour les articles homonymes, voir Isnard.
Armand Isnard, né le 1er août 1939 à Montmorency (Seine-et-Oise) et mort le 8 mai 2023 à Étampes, était un chansonnier, humoriste, auteur, éditeur, acteur, homme de théâtre, documentariste et biographe français.

## Biographie

### Chansonnier et auteur de monologues humoristiques
Grand admirateur des artistes du music-hall et de la variété française tels que Maurice Chevalier, Mistinguett, Édith Piaf, Bourvil, Luis Mariano, Aimable ou encore Annie Cordy, Armand Isnard commence sa carrière de chansonnier dans divers cabarets parisiens dès l'âge de 18 ans, se produisant, entre autres, au Théâtre de Dix Heures en 1957, puis au Caveau de la République ainsi qu'au Théâtre des Deux Ânes. Chansonnier ou humoriste ? Au cours de cette période, il se cherche encore, hésitant entre la poursuite d'une carrière dans la lignée de ses idoles de la chanson populaire française ou son attirance naturelle pour l'humour. En 1961, il rencontre l'humoriste Fernand Raynaud pour la première fois, à la sortie d'un spectacle donné par ce dernier à l’Alhambra. Il lui remet alors quelques monologues humoristiques écrits spécialement pour lui. Cependant, la réponse se fait attendre et Fernand Raynaud ne le recontacte que neuf ans plus tard.
Le duo se lance alors dans une collaboration prolifique, couronnée par la participation de Fernand Raynaud à l'émission radiophonique Thé, Café ou Chocolat diffusée à partir de 1970 sur Europe N°1. Dans son ouvrage Fais-nous rire, Fernand, Armand Isnard raconte comment Fernand Raynaud l'aurait contacté en catastrophe seulement trois jours avant la première de l'émission pour produire sketches et monologues de toute urgence. Ils continueront à travailler ensemble jusqu'au décès de Fernand Raynaud en 1973. 
Dans son ouvrage-hommage consacré au grand humoriste français, Fais-nous rire, Fernand, publié en 1976, Armand Isnard confie : « Ce livre est en quelque sorte le testament comique de Fernand Raynaud qui lègue ainsi à son public un millier d’éclats de rire. Grâce lui en soit rendue ! Un interprète ne peut faire rire, dit-on, que s’il dispose de textes réellement drôles. Je ne ferai pas de fausse modestie : Drôles, ces textes le sont certainement puisque vous les avez aimés. Mais, ma fierté n’est pas de les avoir écrits. Ma fierté, c’est qu’un clown génial nommé Fernand Raynaud les ai interprétés ! »
Ce partenariat, qui est à l'origine de plus de 400 textes écrits de concert, lance la carrière d'humoriste d'Armand Isnard, qui participe dès lors à de nombreuses émissions télévisées : La Une est à vous, une création de Guy Lux, présentée par Bernard Golay, et Domino, une émission produite et animée par Guy Lux et Sophie Darel, puis Papa tête en l'air de Gilbert Richard, ou encore le magazine de l'après-midi, de la deuxième chaîne de l'O.R.T.F. Aujourd'hui Madame, ainsi que l'émission On en parle.
Son talent d'humoriste est alors reconnu et entraîne de nouvelles sollicitations venant d'artistes aussi réputés que Thierry Le Luron, pour lequel il rédige des monologues, ou Henri Salvador qui, en 1973, lui commande des sketches pour son émission télévisée Dimanche Salvador, diffusée sur la première chaîne de l'O.R.T.F.

### Acteur
L'année 1973 marque le début de la carrière d'acteur d'Armand Isnard qui se voit confier par le metteur en scène et réalisateur de télévision Robert Guez un petit rôle (non crédité) aux côtés de Pierre Fresnay, Jean Barney et Sylvie Milhaud dans le téléfilm Les Écrivains, adapté d'un roman de Michel de Saint Pierre. 
Il participera par la suite à plusieurs séries et téléfilms de Robert Guez, ainsi qu'à la série Un Curé de choc de Philippe Arnal et Robert Thomas et au feuilleton Recherches dans l’intérêt des familles de Philippe Arnal et Alain Quercy. On le voit aussi à la même époque dans un téléfilm d'Édouard Logereau, L'Ange de la rivière morte, et dans le feuilleton L'Accusée de Pierre Goutas.
En 1974, Armand Isnard fait une rare incursion au cinéma dans Gross Paris, la comédie de Gilles Grangier avec Roger Pierre et Jean-Marc Thibault.

### Auteur et éditeur
Parallèlement à ses activités de rédacteur de monologues humoristiques et d'acteur, Armand Isnard se lance dès la fin des années 1960 dans la publication de nombreux recueils d'histoires drôles et d'anthologie de blagues venant de toute l'Europe, et parfois d'autres continents, réunissant plus de 2000 histoires belges dans un seul volume, ou permettant d'explorer l'humour en Israël dans Quand Israël rit; en Suisse, avec Les bonnes blagues des petits Suisses; et même en Europe de l'Est grâce à Raconte Popov ! Les histoires drôles de derrière le rideau de fer.
Il rend aussi hommage aux dernières années de Fernand Raynaud dans Fais-nous rire, Fernand - Les derniers sketches écrits pour Fernand Raynaud par Armand Isnard, où il compile une centaine de sketches et d'histoires drôles rédigés pour l'humoriste, ainsi que des anecdotes inédites relatives à leur riche collaboration.

### Un film pour le cinéma
Surfant sur la fin de la vague des comédies de potaches à la française, Armand Isnard réalise en 1985 le film Le Collège file à l'anglaise pour lequel il cumule les fonctions de scénariste, dialoguiste, réalisateur et acteur. Le film sort d'abord en Province à partir du 5 août 1986 et connaît une exploitation à la sauvette à Paris à partir du 8 octobre 1986. La comédie met en vedette Jean Rupert, Anne Ludovik, René Roussel, Armand Isnard, Kathy Mazet, Nicole Blanc, Frédéric Desmolières et Alain Desmolières. Le film est aussi exploité sous le titre Le collège s'envoie en l'air.

### Documentariste
À partir de 1996, Armand Isnard change radicalement de carrière et se tourne, avec la collaboration de sa femme Janine Rodier-Isnard, vers la production et la réalisation de documentaires pour la télévision - ou sortant directement en vidéo -, et dont les thèmes sont d'une grande variété et d'un éclectisme certain, allant de la vie des chats à la vie des Saintes et des Saints, en passant par la visite de lieux touristiques ou religieux ou encore la recollection de la vie des légendes du music-hall et de la variété française, ces idoles indémodables si chères au réalisateur. 
Sous l'égide de la société de production Cat Productions, basée à Saint-Sébastien-d'Aigrefeuille dans le Gard, plus d'une centaine de films de 52 minutes sont ainsi réalisés, chacun se distinguant par l'originalité de son sujet, et se logeant sous la bannière d'une collection particulière : biographies saintes ou religieuses, lieux marials, voyages et destinations touristiques, grandes brasseries, music-hall et variétés, santé et bien-être, etc.

### Retour sur les planches
Au vu de son passé de chansonnier, il était inévitable qu'Armand Isnard revienne un jour sur les planches d'un cabaret ou d'un music-hall. C'est chose faite en 2007 avec la comédie musicale Maurice Chevalier - Mistinguett : Un demi-siècle de chansons, dont il est l'auteur et le metteur en scène. Le spectacle est interprété par Corinne Corson dans le rôle de Mistinguett et Jacky-Georges Canal dans celui de Maurice Chevalier. Georges Cros au piano complète la distribution. Les représentations ont lieu du 25 septembre au 7 octobre 2007 au Théâtre de Ménilmontant à Paris. La pièce fait l'objet d'une captation vidéo sous la direction d'André Crudo destinée à une exploitation en DVD.
En mars 2009, Armand Isnard revient à la comédie pure avec la pièce de boulevard Elle repart quand, ta mère ?, puis une nouvelle fois en 2013 avec 4e sans ascenseur. Pour ces deux comédies, il est encore une fois auteur et metteur en scène, et il interprète un second rôle (Léon) dans la première et le rôle principal (Edmond) face à Véra Belvi (Olivia) dans la suivante. Les deux spectacles font aussi l'objet de captations vidéo exploitées en DVD.

## Mort
Il meurt le 8 mai 2023 à Étampes, et est inhumé dans le cimetière d'Authon-la-Plaine.

## Filmographie

### Acteur

#### Cinéma
- 1974 : Gross Paris, de Gilles Grangier
- 1986 : Le collège file à l'anglaise,[4],[9] d'Armand Isnard

#### Télévision
- 1973 : Les Écrivains, téléfilm de Robert Guez (non crédité)
- 1974 : L'Ange de la rivière morte, téléfilm d'Édouard Logereau : le journaliste
- 1974 : L'Accusée, série télévisée de Pierre Goutas : Honoré Ponthieux
- 1974 : Un Curé de choc, série télévisée de Philippe Arnal
- 1975 : Pilotes de courses, série télévisée de Robert Guez : Armand Fory
- 1975 : Les Zingari, série télévisée de Robert Guez
- 1976 : Le Milliardaire, téléfilm de Robert Guez
- 1977 : Recherche dans l'intérêt des familles, série télévisée de Philippe Arnal
- 1991 : Aldo tous risques, épisode Mascarade

#### Théâtre
- 1975 : Plus on est de fous, plus on rit, comédie de Janine Rodier-Isnard et Armand Isnard
- 2009 : Elle repart quand, ta mère ?, comédie d'Armand Isnard : Léon
- 2013 : 4e sans ascenseur, comédie d'Armand Isnard : Edmond

### Réalisateur

#### Cinéma
- 1986 : Le collège file à l'anglaise[4],[9]

#### Télévision et vidéo
- 1996 : Barbara Cartland, ma vie est un roman
- 1996 : Marthe Robin, de la souffrance à l'abandon
- 1996 : Sainte Catherine Labouré, la sainte du silence (série La vie des saintes)
- 1996 : Sainte Thérèse de Lisieux, un si grand amour pour Dieu (série La vie des saintes)
- 1996 : Sainte Rita, la sainte des causes désespérées (série La vie des saintes)
- 1997 : Sissi impératrice, née pour être reine
- 1997 : L'Île Maurice, perle de l'Océan Indien
- 1997 : Le Père Laval, missionnaire spiritain, témoin de l'amour de Dieu parmi les hommes (série La vie des saints)
- 1998 : Sainte Bernadette Soubirous, l'amour et l'espoir (série La vie des saintes)
- 1998 : Thank you, Ferré
- 1999 : Frédéric Chopin, le poète du piano
- 1999 : Johann Strauss, le roi des valses de Vienne
- 1999 : L'Autriche : Le paradis sur terre[10]
- 1999 : Sainte-Maxime : La lumière du Golfe
- 1999 : Les cent ans du Cimetière des chiens d'Asnières-sur-Seine
- 1999 : Pour l'amour des chats (série documentaire vidéo en 12 volumes)
  - Volumes 1 à 12 sur support VHS (1999)
  - Réédition en 6 volumes sur support DVD (2020)
- 2000 : Pour l'amour des chiens (série documentaire vidéo)
  - 1. Le Léonberg
  - 2. Le Labrador
  - 3. Le Flat-Coated Retriever
- 2000 : Pour l'amour des chevaux (série documentaire vidéo)
  - 1. La vie d'un centre équestre
  - 2. Pour l'amour des chevaux, vol. 2, avec la participation de Bruno Soriano
  - 3. Le Musée vivant du cheval de Chantilly
  - 4. Le cheval Camargue
  - 5. Pour l'amour des ânes
  - 6. Le pottok - Le petit cheval basque
  - 7. Le poney landais - Un arabe en miniature
  - 8. Poneys et ânes
- 2000 : Vienne, écrin du romantisme
- 2000 : Les Dolomites et le Trentino, joyaux de l'Italie du Nord
- 2000 : Venise, la huitième merveille du monde
- 2001 : Les allergies (série Les dossiers santé)
- 2001 : Les migraines (série Les dossiers santé)
- 2001 : La dépression (série Les dossiers santé)
- 2001 : Le curé d'Ars, l'hymne à l'amour (série La vie des saints)
- 2001 : Saint Vincent de Paul, l'apôtre de la charité (série La vie des saints)
- 2001 : Connaissons mieux Saint Vincent de Paul, l'héritage (série La vie des saints)
- 2002 : Saint Pio de Pietrelcina, la vie de Padre Pio et les images de sa canonisation (série La vie des saints)
- 2002 : Jean Guitton, un cerveau et un cœur
- 2002 : Léo Ferré, le talent à fleur de peau
- 2002 : Léo Ferré, le cœur en écharpe
- 2002 : Georges Brassens : L'anticlérical modéré
- 2002 : Georges Brassens : Les images de sa vie
- 2003 : Édith Piaf, la voix qui montait jusqu'au ciel
- 2003 : J'ai connu l'Enfer, j'ai vécu d'Espoir - Témoignage bouleversant d'une survivante d'Auschwitz[11]
- 2003 : Rue de l'oubli - Plaidoyer pour celles et ceux qui meurent dans la rue[1]
- 2003 : En toute franchise... Gilbert Collard[12]
- 2003 : Le Train Bleu, buffet des rois, roi des buffets (série Les grandes brasseries)
- 2004 : Frédéric Ozanam, le saint laïc (série La vie des saints)
- 2004 : Don Bosco, l'ami de la jeunesse (série La vie des saints)
- 2004 : Annie Cordy : Belle est la vie[13]
- 2005 : La Brasserie Georges (Lyon), plaisir des yeux, délices du palais (série Les grandes brasseries)
- 2005 : La Cigale (Nantes), exquise jusqu'au bout du rêve (série Les grandes brasseries)
- 2005 : Le Grand Café (Moulins), à voir et à manger (série Les grandes brasseries)
- 2005 : Le Café de la Paix (La Rochelle), promenade gourmande à travers le siècle (série Les grandes brasseries)
- 2005 : Le Casino de Paris, le cœur à l'affiche
- 2005 : Maurice Chevalier, le cœur qui chante
- 2005 : Mère Térésa, la mère des pauvres (série La vie des saintes)
- 2005 : Jean-Paul II, l'obstiné de Dieu (série La vie des saints)
- 2005 : Bourvil, l'homme qui s'était fait artiste
- 2005 : Luis Mariano, le roi de cœur
- 2006: Jean Marais, le mal rouge et or
- 2006 : Sacha Guitry, l'âme et l'esprit
- 2006 : La belle histoire de la Médaille Miraculeuse
- 2006 : Sainte Geneviève, patronne de Paris (série La vie des saintes)
- 2007 : André Verchuren, l'amour jusqu'au bout des doigts
- 2007 : Edith Piaf, l'hymne à l'amour
- 2007 : Maurice Chevalier - Mistinguett : Un demi-siècle de chansons, captation filmée, montée et réalisée par André Crudo, d'après la représentation de la comédie musicale mise en scène par Armand Isnard, avec Corinne Corson, Jacky-Georges Canal et Georges Cros au piano, au Théâtre de Ménilmontant
- 2007-2020 : Biographies religieuses (série documentaire)
  - Le Père Jacques Sevin - Fondateur des Scouts de France (2007)
  - Le Père Jules Chevalier - Fondateur des Missionnaires du Sacré-Cœur (2011)
  - Les aumôniers héroïques - Dans l'enfer de la guerre 14-18 (2014), co-réalisé avec Janine Rodier-Isnard
  - Charles de Foucauld - Le frère universel (2015)
  - Les Franciscains - Témoins de l'Évangile (2015)
  - Armand Marquiset - Fondateur des Petits Frères des Pauvres (2015)
  - Edel Quinn - La messagère de Notre-Dame (2015)
  - Frank Duff et la Légion de Marie (2015)
  - Les Petits Frères des Pauvres - Amour et partage (2016)
  - Les couples spirituels (2017)
  - Les Marianistes (2017)
  - Les Oblats de Marie Immaculée - Audacieux pour l'Évangile (2017)
  - Marie Noël - Entre le monde et Dieu (2018)
  - La foi jusqu'au sacrifice - Les religieux dans la Seconde Guerre mondiale (2019)
  - Monseigneur Antoon Grauls - Missionnaire de Dieu au Burundi (2020)
  - Le Père Daniel Brottier et les Apprentis d'Auteuil (2020)
  - Les Clarisses, l'Ordre des Pauvres Dames - Vivantes pour louer Dieu (2020)
- 2008-2020 : La vie des saints et des saintes[14] (série documentaire)
  - Saint François de Sales - L'amour en partage (2008)
  - Saint Jean-Baptiste de La Salle - Fondateur des Frères des Écoles Chrétiennes (2011)
  - Franz Stock - Le Saint homme (2015)
  - Sainte Hildegarde de Bingen - Lumière de Dieu (2015)
  - Saint Louis-Marie Grignion de Montfort - La voix qui montait jusqu'au ciel (2015)
  - Sainte Thérèse d'Avila - La Sainte de l'amitié (2015)
  - Sainte Anne - La mère de Marie (2015), co-réalisé avec Janine Rodier-Isnard
  - Jeanne d'Arc - La foi pour étendard (2015), co-réalisé avec Janine Rodier-Isnard
  - Saint Antoine de Padoue - La grâce et le feu (2015)
  - Saint François d'Assise - Le Petit Pauvre (2015)
  - Saint Joseph - Au nom du père[14] (2015)
  - Saint Pierre-Julien Eymard - Le Soleil de l'Eucharistie (2015)
  - Sainte Claire - La petite plante de Saint François d'Assise (2015)
  - Sœur Faustine - Apôtre de la Miséricorde Divine (2015)
  - Saint Patrick - L'apôtre de l'Irlande (2017)
  - Père Jacques Hamel - Le Saint prêtre (2018)
  - Marie - Reine du ciel (2019)
  - Thérèse de Lisieux - La brûlure d'amour (2020)
  - Louis et Zélie Martin - Un air de famille et les images de la canonisation (2020)
- 2012-2020 : Lieux marials (série documentaire)
  - La Basilique Notre-Dame de Fourvière - D'hier à aujourd'hui (2012)
  - Pellevoisin (2013)
  - Banneux - La Vierge des pauvres (2013), co-réalisé avec Janine Rodier-Isnard
  - L'Île-Bouchard - Notre-Dame de la Prière (2013), co-réalisé avec Janine Rodier-Isnard
  - Kibeho - La Mère du Verbe (2013), co-réalisé avec Janine Rodier-Isnard
  - Notre-Dame de la Garde - La Bonne Mère (2013), co-réalisé avec Janine Rodier-Isnard
  - Bétharram (2013)
  - Sainte-Anne-la-Palud (2013)
  - Notre-Dame de la Salette (2013)
  - Marie qui défait les nœuds (2013)
  - Notre-Dame de Kério (2013)
  - Cotignac (2013)
  - Beauraing - La Vierge au Cœur d'Or (2013), co-réalisé avec Janine Rodier-Isnard
  - Le Sanctuaire de Sainte-Anne d'Auray (2013), co-réalisé avec Janine Rodier-Isnard
  - Notre-Dame du Laus (2013)
  - Notre-Dame de Pontmain (2013), co-réalisé avec Janine Rodier-Isnard
  - Issoudun - Le pèlerinage à Notre-Dame du Sacré-Cœur (2015)
  - Lisieux : Berceau de la petite Thérèse (2016)
  - Au cœur de la Pologne : La passion du pèlerinage (2017)
  - Le Puy-en-Velay : Le dernier jubilé avant... 2157 (2017)
  - Madagascar et les apparitions de Notre-Dame d'Anosivolakely (2020)
- 2012 : Les Gazolines, passionnément, à la folie...[15]
- 2012 : Le Paris Foot Gay, un seul but à atteindre[16]
- 2012-2020 : Galas dansant - Melodirama (Série video / captations de galas d'accordéon)
- 2012 : Elle repart quand, ta mère ? (captation vidéo de la représentation théâtrale)
- 2013 : 4e sans ascenseur (captation vidéo de la représentation théâtrale)
- 2016 : Grottes de Saint Antoine, Brive-la-Gaillarde
- 2018 : La féérie des crèches vivantes de Noël[17]
- 2019 : La Fête de la bière 2018, Oktoberfest à Munich
- 2019 : Souvenirs de Jean Ségurel
- 2020 : Francis Lemarque : Monsieur la tendresse
- 2020 : Offenbach, le festival d'Étretat

## Théâtre

### Comédies
- 1975 : Plus on est de fous, plus on rit, comédie écrite et mise en scène par Janine Rodier-Isnard et Armand Isnard, musique de Pierre Porte, avec dans les rôles principaux : Armand Isnard, Marcel Charvey, Marie-Pierre Casey, Christine Aurel, Monita Darrieux, Jacques Peyrac, Emmanuelle Freard, Diane Delmont, Jean-François Daniel, Alexandre Théodoridis et les Tohn-Bohn. Représentations à Paris et en province à partir du 23 mai 1975.
- 2009 : Elle repart quand, ta mère ?, comédie écrite et mise en scène par Armand Isnard, avec Corinne Corson, Armand Isnard, Christian Dosogne, Félicien Jérent et, en alternance, Bonbon et Dan Simkovitch, au Théâtre du Musée forain d'Artenay, à partir du 15 novembre 2009[18]
- 2013 : 4e sans ascenseur, comédie écrite et mise en scène par Armand Isnard, avec Véra Belvi et Armand Isnard

### Comédie musicale
- 2007 : Maurice Chevalier - Mistinguett : Un demi-siècle de chansons, une comédie musicale écrite et mise en scène par Armand Isnard, avec Corinne Corson, Jacky-Georges Canal et Georges Cros au piano, au Théâtre de Ménilmontant (du 25 septembre au 7 octobre 2007)[5]

## Ouvrages

### Humour
- Bonsoir tristesse (ill. Siro), co-auteur avec Janine Rodier-Isnard et avec la participation gracieuse de Maurice Biraud, Roger Pierre et Jean-Marc Thibault, Jean-Pierre Cassel, Raymond Souplex, Jean Rigaux, Roger Nicolas, Henri Tisot, Paris-Genève, Éditions La Palatine, 25 avril 1969, 172 p.
- Fais nous rire, Fernand : Les derniers sketches écrits pour Fernand Raynaud, Paris, Éditions Buchet/Chastel, 1976, 254 p. (ISBN 978-2-7020-1703-6, lire en ligne)
- Les perles de la Ve, Paris, Éditions de La Détente, 1977
- 400 astuces pour rire, soyez irrésistible, Paris, Éditions du Dauphin, 1977
- Raconte Popov ! Les histoires drôles de derrière le rideau de fer, Paris, Éditions Mengès, 1977, 136 p. (lire en ligne)
- Quand Israël rit  (ill. Freychet), Paris, EGE, 1978, 128 p.
- Histoires juives, Paris, Éditions Héritage, 1978, 158 p. (ISBN 978-0-7773-3946-6)
- Les toutes dernières histoires belges, Paris, Éditions de La Détente, 1979 (lire en ligne)
- Mes sketches pour rire, Paris, Éditions Best-Seller, 1980 (ISBN 978-2-86449-023-4)
- 2000 histoires belges, Paris, Éditions Best-Seller, 1981 (lire en ligne)
- Les Meilleures blagues de l'humour noir, Paris, Le Cherche-Midi, coll. « Blague à part », 1984, 128 p. (ISBN 2-86274-062-4, lire en ligne)
- Sex-gags : Histoires drôles à ne pas mettre entre toutes les mains, Paris, Presses Pocket, 1985, 156 p. (ISBN 978-2-266-01551-6, lire en ligne)
- Le Nouveau rire de l'Est est arrivé : L'humour de derrière le rideau de fer, Paris, Le Cherche-Midi, 1985, 130 p. (ISBN 978-2-86274-076-8)
- L'anthologie des histoires drôles érotiques, Paris, Marabout, coll. « M Marabout », 1986 (ISBN 978-2-501-00923-2, lire en ligne)
- La grande encyclopédie des meilleures histoires drôles, Paris, France-Loisirs, 1986 (lire en ligne)
- Le bal à Tonton, les éclats de rire de la politique  (ill. Frapar), Paris, Marabout, coll. « M Marabout », 1988, 188 p. (ISBN 978-2-501-00996-6, lire en ligne)
- Chaud-biz, les éclats de rire du show-biz, Paris, Marabout, 1988 (lire en ligne)
- La grande encyclopédie des meilleures histoires drôles : Nouvelle édition augmentée, Paris, Marabout, 1991 (lire en ligne)
- Les éclats de rire de la politique, Paris, Zélie, 1992 (ISBN 978-2-84069-003-0, lire en ligne)
- L'anthologie des histoires belges, Paris, Zélie, 1993, 380 p. (ISBN 978-2-84069-038-2, lire en ligne)
- L'hôpital en délire  (ill. Jacques Lavergne), Paris, Zélie, 1993, 272 p. (ISBN 978-2-84069-010-8)
- Les meilleures histoires drôles d'Europe, Paris, Marabout, 1995

### Biographies
- Père Jacques Hamel, Paris, Artège, 13 juin 2018, 176 p. (ISBN 979-10-336-0731-1)[19]
- Mes pensées, Paris, Amazon Kindle, 30 août 2018